# Hieronim Zaklika
Hieronim Zaklika z Wojsławic (ur. połowa XV wieku, zm. po 1508) herbu Topór – rycerz z rodu Zaklików wsławiony w walkach z Tatarami. Od 1499 pan na Wojsławicach i Zdziechowicach, od pocz. XVI wieku właściciel zamku w Czyżowie Szlacheckim, który to zamek rozbudował i umocnił. Syn Jakuba Zakliki.

## Przodkowie i dziedzictwo
Należał do starej rodziny szlacheckiej pochodzącej z Międzygórza, które to dobra ród otrzymał od Kazimierza Wielkiego. Gałąź rodu, z której pochodził Hieronim osiadła w Sandomierszczyźnie po tym, jak jego dziad, Jan Zaklika ożenił się z dziedziczką dóbr zdziechowickich, Wojsławic i Czyżowa – Agnieszką Ligęza Czyżowską. Po śmierci ojca Agnieszki, kasztelana krakowskiego, Jana Czyżowskiego Zaklikowie odziedziczyli jego dobra i zaczęli się pisać „z Czyżowa” lub „Czyżowscy”. Przy czym sam Hieronim pisał się także zarówno po staremu „z Międzygórza”, jak i „z Wojsławic”. Za ojca Hieronima, Jakuba Zakliki, kasztelana chełmskiego, Wojsławice zostały zniszczone w czasie najazdu tatarskiego (1490).

## Życiorys
Dobra rodowe Hieronim odziedziczył po śmierci ojca w roku 1499. Chcąc odbudować zniszczone Wojsławice w roku 1504 uzyskał dla osady zwolnienie od wszelkich opłat na lat dziesięć. Natomiast cztery lata później, w 1508 – w miejsce starego, zaginionego – odnowił akt lokacji miasta. Sławy przysporzyły mu jego śmiałe czyny w walkach z Tatarami. W jego czasach powstało nawet porzekadło: „Pan Zaklika z Wojsławic, gnał Tatary aż do granic”. Zamek w Czyżowie, który Hieronim rozbudował, miał powstać na kopcu usypanym przez tatarskich jeńców. Jest to o tyle nieprawdopodobne, że zamek, choć rzeczywiście stoi na sztucznie usypanym wzniesieniu, powstał zanim dobra w Czyżowie odziedziczyli Zaklikowie. Pod koniec życia otrzymał od króla Zygmunta Starego propozycję objęcia stanowiska wojewody sandomierskiego, nominacji jednak nie przyjął wymawiając się podeszłym wiekiem.

## Rodzina i potomkowie
Ożenił się z Anną Sienieńską, z którą miał dwie córki i syna:
- Anna Zakliczanka z Czyżowa h.Topór (zm. 1583), żona Mikołaja Koniecpolskiego, kasztelana rozpierskiego, z którym miała jedną córkę i czterech synów[5],
- Katarzyna Zakliczanka z Czyżowa h. Topór (zm. ok. 1547), pierwsza żona Andrzeja Tęczyńskiego, kasztelana krakowskiego. Miała z nim córkę Jadwigę[5].
- Stanisław Zaklika Czyżowski h. Topór, dziedzic dóbr zdziechowickich, Wojsławic i Czyżowa. Kasztelan połaniecki, założyciel Zaklikowa. Ożeniony z Dorotą z Michowa, miał z nią czterech synów i córkę[1].